# Ђовињано (Болцано)
Ђовињано је насеље у Италији у округу Болцано, региону Трентино-Јужни Тирол.
Према процени из 2011. у насељу је живело 82 становника. Насеље се налази на надморској висини од 854 м.